# Herly (Somme)
Herly település Franciaországban, Somme megyében. Lakosainak száma 40 fő (2022. január 1.). Herly Billancourt, Curchy, Étalon, Nesle és Rethonvillers községekkel határos.

## Népesség
A település népességének változása:
| Lakosok száma | 48   | 46   | 45   | 44   | 44   | 43   | 42   | 40   |
|               | 2013 | 2015 | 2017 | 2018 | 2019 | 2020 | 2021 | 2022 |